# Beren et Lúthien
Beren et Lúthien (titre original Beren and Lúthien) est un roman de l'écrivain et philologue britannique J. R. R. Tolkien, publié de façon posthume le 1er juin 2017 dans le monde entier. L'ouvrage a été reconstitué par le fils de Tolkien, Christopher à partir de textes inachevés laissés par son père. Les aventures de l'humain Beren Erchamion et de la princesse elfe Lúthien avaient déjà été relatées sous forme d'un résumé dans Le Silmarillion.
L'histoire, qui se déroule pendant le Premier Âge, soit plus de 6 500 ans avant les événements du Seigneur des Anneaux, met en scène l'humain Beren, fils de Barahir, et Lúthien, princesse des Elfes de Doriath. Leur amour est contrarié par l'opposition à celle-ci du père de Lúthien, le roi Thingol, qui n'accepte pas la relation de sa fille avec un mortel. Il consent néanmoins à céder la main de celle-ci à Beren si celui-ci lui amène un Silmaril, une tâche a priori impossible à accomplir, les trois Silmarils étant en possession de Morgoth, le seigneur des ténèbres. Beren se met néanmoins en route.